# Anthophora facialoides
Anthophora facialoides är en biart som beskrevs av Brooks 1988. Anthophora facialoides ingår i släktet pälsbin, och familjen långtungebin. Inga underarter finns listade i Catalogue of Life.